# Văleni (gmina w okręgu Vaslui)
Văleni – gmina w Rumunii, w okręgu Vaslui. Obejmuje miejscowości Moara Domnească i Văleni. W 2011 roku liczyła 4022 mieszkańców.